# Luciano Capitanio
Luciano Capitanio (* 1934 in Venedig; † 1969) war ein italienischer Comiczeichner.

## Leben
Seit den 1950er Jahren ist Capitanio als Verfasser und Zeichner von Comics in Italien bekannt, vor allem für seine Arbeit an Disney-Comics (Donald Duck, Micky Maus u. a.), von denen etliche auch in Deutschland veröffentlicht wurden. Vor allem in den ersten LTB-Jahrgängen sind seine Geschichten sehr häufig zu finden.
Capitanios Zeichnungen zeichnen sich durch einen klassischen Comic-Stil aus, der von Comic-Fans unterschiedlich bewertet wird: viele schätzen seinen nostalgischen Charme, von anderen wird er als nicht mehr zeitgemäß und unzureichend detailliert kritisiert.
Capitanio war ein Cousin von Giorgio Cavazzano, der ebenfalls ein bekannter Comiczeichner ist, und den er häufig seine Zeichnungen tuschen ließ. Damit hatte Capitanio am Beginn von Cavazzanos Karriere großen Anteil.
1969 starb Capitanio völlig überraschend im Alter von nur 35 Jahren.

## Comics von Capitanio in den Lustigen Taschenbüchern (Auswahl)
- Die Tarnfarbe, LTB Nr. 3, Der Gürtel aus dem Morgenland
- Onkel Dagoberts Unterschrift ist Gold wert, LTB Nr. 4, In geheimer Mission
- Das Märchen von Donald Aschenputtel, LTB Nr. 4, In geheimer Mission
- Onkel Dagobert als Alleinerbe, LTB Nr. 5, Allein auf einer Insel
- Micky löst das Rätsel von Kariba, LTB Nr. 6, Die Reise zum Mond
- Der Fußballheld, LTB Nr. 12, Die grünen Steine der Gapas-Gapas
- Die sagenhaften Klimastrahlen, LTB Nr. 12, Die grünen Steine der Gapas-Gapas
- Die Wikinger-Expedition, LTB Nr. 17, Die Wikinger Expedition
- Eine Reise in die Vergangenheit, LTB Nr. 22, Der alte Pirat
- Tückische Tauschgeschäfte, LTB Nr. 26, Der wildgewordene Doppelgänger
- Die Revolte der Roboter, LTB Nr. 30, Die Gelbfuß-Indianer
- Micky und das Überschallsparflugzeug, LTB Nr. 54, Micky, der Meisterdetektiv
- Onkel Dagobert und die Unterhaltspflicht, LTB Nr. 89, Der Boß bin ich!
- Der Schnellimbiss, LTB Nr. 91, Das singende Totem
- Donald auf Schatzsuche, LTB Nr. 91, Das singende Totem
- Der dreizehnte Paladin, LTB Nr. 91, Das singende Totem
- Die phönizische Gesetzestafel, LTB Nr. 92, Der Siegerkuss
- Die Rebe des Reichtums, LTB Nr. 99, Onkel Dagobert schwimmt im Geld
- Die Macht der Sterne, LTB Nr. 104, Der magische Zylinder
- Die Ballon-Wettfahrt, LTB Nr. 106, Der Tüpfelwal
- Das Schnauferl-Rennen, LTB Nr. 107, Der makabre Magier
- Das Spezialfutter, LTB Nr. 107, Der makabre Magier
- Bärenzahn als Talisman, LTB Nr. 112, Goofy Holmes
- Fragwürdige Urlaubsfreuden, LTB Nr. 112, Goofy Holmes
- Das Kraut der Weisheit, LTB Nr. 172, 25 Tolle Jahre

| Personendaten    | Personendaten               |
| ---------------- | --------------------------- |
| NAME             | Capitanio, Luciano          |
| KURZBESCHREIBUNG | italienischer Comiczeichner |
| GEBURTSDATUM     | 1934                        |
| GEBURTSORT       | Venedig                     |
| STERBEDATUM      | 1969                        |